# Zita Szucsánszki
Zita Szucsánszki (ur. 22 maja 1987 w Budapeszcie) – węgierska piłkarka ręczna, reprezentantka kraju, grająca na pozycji środkowej rozgrywającej. Obecnie występuje w Ferencvárosi TC. Brązowa medalistka mistrzostw Europy 2012.

## Sukcesy

### reprezentacyjne
- Mistrzostwa Europy:
  -  2012

### klubowe
- Mistrzostwa Węgier:
  -  2007
  -  2006, 2009, 2012
  -  2008, 2011
- Puchar EHF:
  -  2006
- Puchar zdobywców Pucharów:
  -  2011, 2012

## Wyróżnienia
- najlepsza szczypiornistka na Węgrzech w 2011 r.